# 서울시국악관현악단
서울시국악관현악단은 재단법인 세종문화회관 산하 예술단 중 하나이다. 
1965년 '국악의 현대화, 대중화, 세계화'를 목표로 창단된 우리나라 최초의 국악관현악단이다.
궁중에서 연주하던 ‘정악’ 위주에서 벗어나 창작국악 등 국악을 현대적으로 제도화하려는 취지를 갖고 출발했다.

## 역대 단장
- 1대(1965 - 1966) 유기룡
- 2대(1966 - 1968) 지영희